# بمب گیشه
در صنعت سینما، بمب گیشه (به انگلیسی: Box-office bomb)، برای توصیف وضعیت فیلمی به کار می‌رود که اکران ناموفقی را پشت سر گذاشته و در گیشه با شکست تجاری مواجه شده‌است. به‌طور کلی، هر فیلمی که فروش آن در گیشه از هزینه نهایی تولید فیلم و تبلیغات آن؛ کمتر یا تقریبا به همان اندازه باشد، یک بمب گیشه محسوب می‌شود.
بمب گیشه، بیش‌تر یک اصطلاح ذهنی است زیرا فرایند فروش و به سود رسیدن یا شکست یک فیلم بسیار پیچیده‌است و عوامل زیادی در آن دخیل هستند. تقریباً هیچ گزاره مطمئنی دربارهٔ بمب گیشه وجود ندارد. دلایل مختلفی برای شکست در گیشه وجود دارد که یکی از مهم‌ترین آن‌، پرهزینه بودن فیلم‌ها است. نقدهای و واکنش منفی منتقدان و حواشی پیرامون یک فیلم نیز می‌تواند از دلایل شکست در گیشه باشد.

## دلایل شکست در گیشه
شکست یک فیلم در گیشه دلایل متعددی می‌تواند داشته باشد. اطلاعاتی چندانی از فروش گیشه و ارقام تولید فیلم‌ها تا پیش از دهه ۸۰ در دست نیست و نوشتار پیش رو مربوط به آثاری است که عمدتاً بعد از این دوره ساخته شده‌اند.

### هزینه تولید بالا
هزینه‌های بالای تولید یک فیلم که شامل تبلیغات نیز می‌شود، یکی از دلایل اصلی شکست فیلم در گیشه است. گاهی ممکن است که یک فیلم در گیشه به فروش معقولی برسد اما بالا بودن هزینه تولید، آن را تبدیل به یک بمب گیشه کند. برای مثال، فیلم جان کارتر (۲۰۱۲) توانست ۲۸۴ میلیون دلار در گیشه بفروشد اما با توجه به بودجه ۲۵۰ میلیون دلاری که خرج ساختن آن شد، یک شکست در گیشه محسوب می‌شود. صحرا، رنجر تنها، لیگ عدالت، غول بزرگ مهربان و سرزمین فردا از جمله آثار هستند که به خاطر هزینه تولید بالا به بمب گیشه تبدیل شده‌اند.

### حواشی و دلایل فرامتنی
حواشی منفی به وجود آمده دربارهٔ یک فیلم یا عوامل می‌تواند باعث شکست تجاری در گیشه شود. برای مثال، بعد از اتهامات آزار جنسی که به کوین اسپیسی وارد شد و حواشی بسیار زیاد آن، فیلم باشگاه پسران میلیاردر که اسپیسی در آن ایفای نقش کرده‌است، در گیشه توانست تنها ۲٫۲ میلیون دلار فروش کند در حالی که ۱۵ میلیون دلار بودجه ساخت آن بود.
بعضی از فیلم‌ها ممکن است به دلایل فرامتنی و غیر سینمایی در گیشه شکست بخورند. هم‌زمانی اکران یک فیلم با بحرانی طبیعی یا اتفاقات تلخ از دلایل شکست تجاری در گیشه است. برای مثال، بعد از توفند هاروی یا حملات ۱۱ سپتامبر و دنیاگیری ۲۰–۲۰۱۹ کروناویروس فروش فیلم‌ها به طرز محسوسی افت داشت و باعث شد بسیاری از آن‌ها بمب گیشه را تجربه کنند.

### نقدهای منفی
واکنش‌ها و نقدهای منفی تند منتقدان و تماشاگران یکی از دلایل شکست تجاری در گیشه است و باعث می‌شود تا بسیاری در انتخاب آثار تجدید نظر کند. برای مثال فیلم چهار شگفت‌انگیز (۲۰۱۵) پیش از اکران با واکنش بسیار تندی از سوی منتقدان مواجه شد در گیشه شکست خورد. مومیایی (۲۰۱۷)، تریپل اکس: دولت متحد و آرامش (۲۰۱۹) از دیگری آثاری هستند که به علت نقدهای منفی تبدیل به بمب گیشه شدند.